# Daniel Cleary
Daniel Michael Cleary, född 18 december 1978 i Carbonear i Newfoundland och Labrador, är en kanadensisk professionell ishockeyspelare som spelar för Detroit Red Wings i NHL. Under NHL-strejken 2004–05 spelade Cleary för Mora IK i Elitserien. Cleary draftades av Chicago Blackhawks 1997 i första rundan som 13:e spelare totalt.
Cleary är en hårt arbetande ytterforward med ett bra skott och tvåvägsspel. Han har vunnit Stanley Cup en gång, med Detroit Red Wings 2007–08.

## Statistik

### Klubbkarriär
| 1993–94    | Kingston Voyageurs | MJHL       | 41  | 18  | 28  | 46  | 83  | —   | —  | —  | —  | —  |
| 1994–95    | Belleville Bulls   | OHL        | 62  | 26  | 55  | 81  | 62  | 16  | 7  | 10 | 17 | 23 |
| 1995–96    | Belleville Bulls   | OHL        | 64  | 53  | 62  | 115 | 74  | 14  | 10 | 17 | 27 | 40 |
| 1996–97    | Belleville Bulls   | OHL        | 64  | 32  | 48  | 80  | 88  | 6   | 3  | 4  | 7  | 6  |
| 1997–98    | Belleville Bulls   | OHL        | 30  | 16  | 31  | 47  | 14  | 10  | 6  | 17 | 23 | 10 |
| 1997–98    | Indianapolis Ice   | IHL        | 4   | 2   | 1   | 3   | 6   | —   | —  | —  | —  | —  |
| 1997–98    | Chicago Blackhawks | NHL        | 6   | 0   | 0   | 0   | 0   | —   | —  | —  | —  | —  |
| 1998–99    | Portland Pirates   | AHL        | 30  | 9   | 17  | 26  | 74  | —   | —  | —  | —  | —  |
| 1998–99    | Hamilton Bulldogs  | AHL        | 9   | 0   | 1   | 1   | 7   | 3   | 0  | 0  | 0  | 0  |
| 1998–99    | Chicago Blackhawks | NHL        | 35  | 4   | 5   | 9   | 24  | —   | —  | —  | —  | —  |
| 1999–00    | Hamilton Bulldogs  | AHL        | 58  | 22  | 52  | 74  | 108 | 5   | 2  | 3  | 5  | 18 |
| 1999–00    | Edmonton Oilers    | NHL        | 17  | 3   | 2   | 5   | 8   | 4   | 0  | 1  | 1  | 2  |
| 2000–01    | Edmonton Oilers    | NHL        | 81  | 14  | 21  | 35  | 37  | 6   | 1  | 1  | 2  | 8  |
| 2001–02    | Edmonton Oilers    | NHL        | 65  | 10  | 19  | 29  | 51  | —   | —  | —  | —  | —  |
| 2002–03    | Edmonton Oilers    | NHL        | 57  | 4   | 13  | 17  | 31  | —   | —  | —  | —  | —  |
| 2003–04    | Phoenix Coyotes    | NHL        | 68  | 6   | 11  | 17  | 42  | —   | —  | —  | —  | —  |
| 2004–05    | Mora IK            | SEL        | 47  | 11  | 26  | 37  | 138 | —   | —  | —  | —  | —  |
| 2005–06    | Detroit Red Wings  | NHL        | 77  | 3   | 12  | 15  | 40  | 6   | 0  | 1  | 1  | 6  |
| 2006–07    | Detroit Red Wings  | NHL        | 71  | 20  | 20  | 40  | 24  | 18  | 4  | 8  | 12 | 30 |
| 2007–08    | Detroit Red Wings  | NHL        | 63  | 20  | 22  | 42  | 33  | 22  | 2  | 1  | 3  | 4  |
| 2008–09    | Detroit Red Wings  | NHL        | 74  | 14  | 26  | 40  | 46  | 23  | 9  | 6  | 15 | 12 |
| 2009–10    | Detroit Red Wings  | NHL        | 64  | 15  | 19  | 34  | 29  | 12  | 2  | 0  | 2  | 4  |
| 2010–11    | Detroit Red Wings  | NHL        | 68  | 26  | 20  | 46  | 20  | 11  | 2  | 4  | 6  | 6  |
| 2011–12    | Detroit Red Wings  | NHL        | 75  | 12  | 21  | 33  | 30  | 5   | 0  | 0  | 0  | 2  |
| NHL totalt | NHL totalt         | NHL totalt | 821 | 151 | 211 | 362 | 415 | 107 | 20 | 22 | 42 | 74 |
| OHL totalt | OHL totalt         | OHL totalt | 220 | 127 | 196 | 323 | 238 | 46  | 26 | 48 | 74 | 79 |